# Neocorynura oiospermi
Neocorynura oiospermi là một loài Hymenoptera trong họ Halictidae. Loài này được Schrottky mô tả khoa học năm 1909.